# Roland Weber (Biologe)
|  | Dieser Artikel wurde aufgrund von formalen oder inhaltlichen Mängeln in der Qualitätssicherung Biologie zur Verbesserung eingetragen. Dies geschieht, um die Qualität der Biologie-Artikel auf ein akzeptables Niveau zu bringen. Bitte hilf mit, diesen Artikel zu verbessern! Artikel, die nicht signifikant verbessert werden, können gegebenenfalls gelöscht werden. Lies dazu auch die näheren Informationen in den Mindestanforderungen an Biologie-Artikel. |

Roland Karl August Weber (* 8. August 1910 in Rostock; † 1983 in Bad Hersfeld) war ein deutscher Biologe und Hochschullehrer.

## Leben und Wirken
Er war der Sohn des Bezirks-Ingenieurs Ernst Weber und dessen Ehefrau Maria Weber geborene Hammes. Nach dem Schulbesuch studierte er u. a. Biologie und promovierte zum Dr. phil. nat. Er wurde Leiter der Dozentenschaft und Führer im Nationalsozialistischen Deutschen Dozentenbund. Er war Gauwalter des NS-Dozentenbundes im Gau Bayreuth. An der Hochschule für Lehrerbildung in Bayreuth wirkte er als Professor für Vererbungslehre und Rassenkunde.
Der Botaniker Ernst Küster erwähnt ihn in seinen 1956 erfolgten Erinnerungen eines Botanikers wie folgt: „Roland Weber ging später ins Lehrfach und war lange in Bayreuth tätig“.

## Werke (Auswahl)
- Beiträge zur Kenntnis der Gattung Calothrix. In: Archiv für Protistenkunde 79 (1933), S. 391–415.
- Plasmolyse und Vakuolenkontraktion bei Antithamnion plumula. In: Protoplasma 19 (1933), S. 242–248.